# Adam Holzman
Adam Holzman (New York, 15 febbraio 1958) è un tastierista statunitense.

## Biografia
Nato verso la fine degli anni cinquanta, è il figlio di Jac Holzman, fondatore della Elektra Records. Nel 1985 fu assunto da Miles Davis per suonare le tastiere nell'album Tutu e rimase con lui per 4 anni, periodo nel quale divenne il suo direttore musicale. Fece un'apparizione nel video del concerto di Davis That's What Happened: Live In German 1987. All'inizio degli anni novanta fondò i Mona Lisa Overdrive, ma dovette cambiare il nome in Brave New World a causa di problemi di copyright.
Holzman ha suonato come turnista con Bob Belden, Tom Browne, Wayne Escoffery, Charles Fambrough, Anton Fig, Robben Ford, Jane Getter, Randy Hall, Ray Manzarek, Jason Miles, Marcus Miller, Michel Petrucciani, Wallace Roney, Steps Ahead, Grover Washington Jr., Lenny White, Ray Wilson e Steven Wilson. Adam ha anche composto, prodotto e arrangiato canzoni per questi musicisti.